# Leontin Sălăjan
Leontin Sălăjan (né Ignác Szilágyi le 19 juin 1913 à Tasnádszántó dans le comitat de Szatmár en Autriche-Hongrie et mort le 28 août 1966 à Bucarest) est un militaire et homme politique communiste roumain.

## Biographie
Né au sein d'une famille hongroise, Leontin Sălăjan étudie à l'école des Chemins de fer roumains de Timișoara et y devient machiniste. En 1934, il est recruté au sein de la branche du génie militaire de l'armée roumaine, faisant ainsi son service militaire au sein d'un régiment de diffusion. Il adhère au Parti communiste de Roumanie, alors interdit, en 1939, au sein de la faction du Banat. En 1948, à la suite de la proclamation du régime communiste, il devient ministre adjoint de la Santé, puis en 1949-1950, ministre des Constructions. En 1950, en dépit de son expérience militaire limitée, il est promu au grade de général des armées et nommé chef de l'état-major, poste qu'il occupe jusqu'en 1954. En 1955, il est nommé ministre de la Défense nationale. À ce poste, il fait partie des proches de Nicolae Ceaușescu, aux côtés duquel il réprime les mouvements de soutien à la révolution hongroise de 1956.
Sa mort à la suite d'une opération ratée d'un ulcère, donne lieu à des spéculations quant à une possible implication soviétique, dans le contexte de l'indépendance croissante de la Roumanie vis-à-vis des forces du pacte de Varsovie.